# 谅山市
谅山市（越南语：／）是越南谅山省省莅。谅山市距首都河内130公里，距离中越边境18公里。

## 地理
谅山市地理位置重要，为河内的门户。清末中法战争中諒山戰役发生于此地。该地也是中越戰爭的主要战场之一。

## 历史
1975年12月27日，谅山省与高平省合并为高谅省。谅山市社随之划归高谅省管辖。
1977年8月30日，高禄县合城社、枚坡社、黄同社和广乐社划归谅山市社管辖。
1978年12月29日，高谅省重新分设为高平省和谅山省。谅山市社划归谅山省管辖。
1986年11月22日，合城社（除了连城合作社）划归高禄县管辖；连城合作社划归东京社管辖。
1994年8月29日，东京社改制为东京坊。
2000年7月18日，谅山市社被评定为三级城市。
2002年10月17日，谅山市社改制为谅山市。
2019年3月25日，谅山市被评定为二级城市。

## 行政区划
谅山市下辖5坊3社，市人民委员会位于永寨坊。
- 枝陵坊（Phường Chi Lăng）
- 东京坊（Phường Đông Kinh）
- 黄文树坊（Phường Hoàng Văn Thụ）
- 三清坊（Phường Tam Thanh）
- 永寨坊（Phường Vĩnh Trại）
- 黄同社（Xã Hoàng Đồng）
- 枚坡社（Xã Mai Pha）
- 广乐社（Xã Quảng Lạc）

## 经济
谅山市有铝土矿，并盛产茴香。

## 交通
- 越南鐵路
  - 河同線：諒山站